# Premio Ramón Magsaysay
El Premio Ramón Magsaysay es un premio filipino entregado desde 1958 por la organización sin fines de lucro Fundación Ramón Magsaysay, con oficinas centrales en el Ramon Magsaysay Center 1680 Roxas Boulevard, Manila.

## Historia

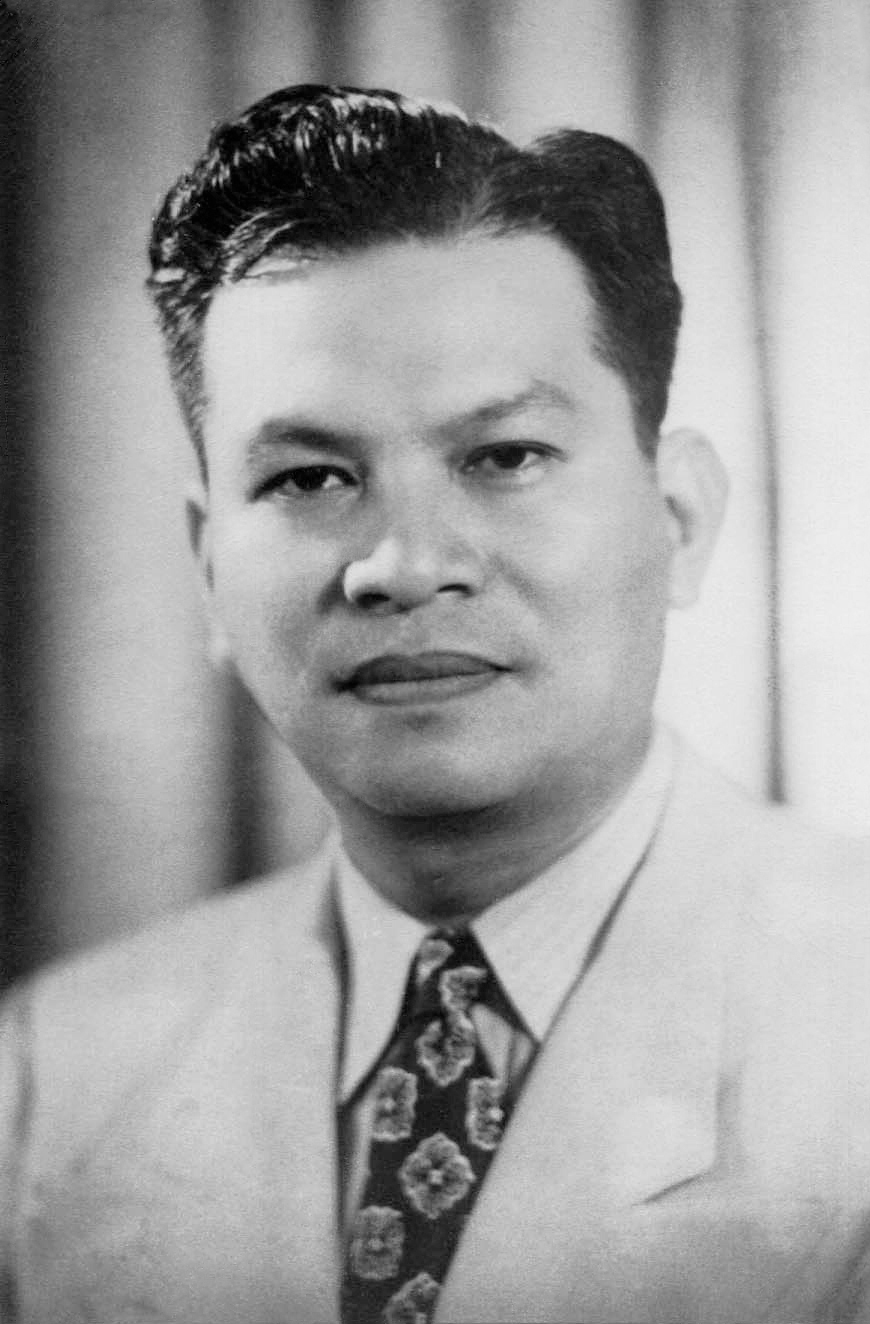
Ramón Magsaysay.

Es el honor más alto del continente, considerado el Premio Nobel de Asia.
En 2008, el premio fue otorgado en las siguientes categorías: servicio al gobierno, servicio público, liderazgo en la comunidad, al periodismo en la comunidad, al periodismo en la literatura y las artes de la comunicación creativa, la paz y la comprensión internacional, estos categorías fueron entregados hasta el 2008. Desde 2001 se entrega el liderazgo emergente.
Cuando alguien recibe el premio pero no es de nacionalidad asiática se considera que sus aportes al continente fueron meritorios. Hasta 2016 veintidós países asiáticos han ganado el premio.
El premio es entregado en honor al ingeniero y político Ramón Magsaysay, quien fuera el tercer presidente de la República de Filipinas después de la Segunda Guerra Mundial.

## Galardonados
Esta es una lista de algunos de los galardonados con el premio:
| Otras categorías - 1961, Genevieve Caulfield - 1962, Teresa de Calcuta. - 1963, Akhtar Hameed Khan - 1965, Akira Kurosawa - 1971, Saburō Ōkita - 1974, M. S. Subbulakshmi. - 1988, Masanobu Fukuoka, servicio público. - 1994, Kiran Bedi - 2002, Cynthia Maung - 2012, Chen Shu-chu. - 2013, Habiba Sarabi | Categorías de liderazgo - 1959, Tenzin Gyatso - 1963, Verghese Kurien. - 1994, Sima Samar - 2001, Dita Indah Sari - 2007, Chen Guangcheng. - 2008, Prakash Amte. - 2008, Mandakini Amte. - 2016, Bezwada Wilson. |